# Euregiobahn
| Stand: 2020 |                     |                                                          |                                                          |
| |                     |                                                          |                                                          |
| Kursbuchstrecke (DB): | 482                 |                                                          |                                                          |
| Streckengeschwindigkeit: | 120 km/h            |                                                          |                                                          |
| |                     |                                                          |                                                          |
| Verkehrsunternehmen: | DB Regio            |                                                          |                                                          |
| Bundesland (D): | Nordrhein-Westfalen |                                                          |                                                          |
| Zuglauf |                     |                                                          |                                                          |
| \| \| \| Stolberg (Rheinl) Hbf \| RE \| \| \| \| Forschungsflugplatz Würselen-Merzbrück (seit 25.10.2024) \| \| \| \| \| Eschweiler-St. Jöris \| \| \| \| \| Alsdorf-Poststraße \| \| \| \| \| Alsdorf-Mariadorf \| \| \| \| \| Alsdorf-Kellersberg \| \| \| \| \| Alsdorf-Annapark \| \| \| \| \| Alsdorf-Busch \| \| \| \| \| Herzogenrath August-Schmidt-Platz \| \| \| \| \| Herzogenrath-Alt-Merkstein \| \| \| \| \| Herzogenrath \| ICE, RE \| \| \| \| Kohlscheid \| \| \| \| \| Richterich (geplant) \| \| \| \| \| Aachen West \| RE \| \| \| \| Aachen Schanz \| RE \| \| \| \| Aachen Hbf \| ICE, FLX, NJ, EST, RE, S \| \| \| \| Aachen-Rothe Erde \| RE \| \| \| \| Eilendorf \| \| \| \| \| Stolberg (Rheinl) Hbf (Flügelung) \| RE \| \| \| \| \| \| \| \| \| Stolberg (Rheinl) Hbf (Gleis 27) \| \| \| \| \| Stolberg-Schneidmühle \| \| \| \| \| Stolberg Mühlener Bahnhof \| \| \| \| \| Stolberg-Rathaus \| \| \| \| \| Stolberg-Altstadt \| \| \| \| \| Stolberg-Breinig (Sonderfahrten, Regelbetrieb geplant) \| \| \| \| \| Eschweiler-Aue (geplant) \| \| \| \| \| Eschweiler-West \| \| \| \| \| Eschweiler Talbahnhof/Raiffeisenplatz \| \| \| \| \| Eschweiler-Nothberg \| \| \| \| \| Eschweiler-Weisweiler \| \| \| \| \| Langerwehe \| RE \| \| \| \| Düren \| RE, ICE, S \| |                     |                                                          |                                                          |
| Kopfbahnhof Streckenanfang |                     | Stolberg (Rheinl) Hbf                                    | RE                                                       |
| Haltepunkt / Haltestelle |                     | Forschungsflugplatz Würselen-Merzbrück (seit 25.10.2024) | Forschungsflugplatz Würselen-Merzbrück (seit 25.10.2024) |
| Bahnhof |                     | Eschweiler-St. Jöris                                     | Eschweiler-St. Jöris                                     |
| Haltepunkt / Haltestelle |                     | Alsdorf-Poststraße                                       | Alsdorf-Poststraße                                       |
| Haltepunkt / Haltestelle |                     | Alsdorf-Mariadorf                                        | Alsdorf-Mariadorf                                        |
| Haltepunkt / Haltestelle |                     | Alsdorf-Kellersberg                                      | Alsdorf-Kellersberg                                      |
| Bahnhof |                     | Alsdorf-Annapark                                         | Alsdorf-Annapark                                         |
| Haltepunkt / Haltestelle |                     | Alsdorf-Busch                                            | Alsdorf-Busch                                            |
| Haltepunkt / Haltestelle |                     | Herzogenrath August-Schmidt-Platz                        | Herzogenrath August-Schmidt-Platz                        |
| Haltepunkt / Haltestelle |                     | Herzogenrath-Alt-Merkstein                               | Herzogenrath-Alt-Merkstein                               |
| Bahnhof |                     | Herzogenrath                                             | ICE, RE                                                  |
| Bahnhof |                     | Kohlscheid                                               | Kohlscheid                                               |
| ehemaliger Haltepunkt / Haltestelle |                     | Richterich (geplant)                                     | Richterich (geplant)                                     |
| Bahnhof |                     | Aachen West                                              | RE                                                       |
| Haltepunkt / Haltestelle |                     | Aachen Schanz                                            | RE                                                       |
| Bahnhof |                     | Aachen Hbf                                               | ICE, FLX, NJ, EST, RE, S                                 |
| Bahnhof |                     | Aachen-Rothe Erde                                        | RE                                                       |
| Haltepunkt / Haltestelle |                     | Eilendorf                                                | Eilendorf                                                |
| Bahnhof |                     | Stolberg (Rheinl) Hbf (Flügelung)                        | RE                                                       |
| Verschwenkung von links · Verschwenkung von rechts |                     |                                                          |                                                          |
| Haltepunkt / Haltestelle · Strecke |                     | Stolberg (Rheinl) Hbf (Gleis 27)                         | Stolberg (Rheinl) Hbf (Gleis 27)                         |
| Haltepunkt / Haltestelle · Strecke |                     | Stolberg-Schneidmühle                                    | Stolberg-Schneidmühle                                    |
| Haltepunkt / Haltestelle · Strecke |                     | Stolberg Mühlener Bahnhof                                | Stolberg Mühlener Bahnhof                                |
| Haltepunkt / Haltestelle · Strecke |                     | Stolberg-Rathaus                                         | Stolberg-Rathaus                                         |
| Bahnhof · Strecke |                     | Stolberg-Altstadt                                        | Stolberg-Altstadt                                        |
| ehemaliger Haltepunkt / Haltestelle Streckenende · Strecke |                     | Stolberg-Breinig (Sonderfahrten, Regelbetrieb geplant)   | Stolberg-Breinig (Sonderfahrten, Regelbetrieb geplant)   |
| ehemaliger Bahnhof |                     | Eschweiler-Aue (geplant)                                 | Eschweiler-Aue (geplant)                                 |
| Haltepunkt / Haltestelle |                     | Eschweiler-West                                          | Eschweiler-West                                          |
| Bahnhof |                     | Eschweiler Talbahnhof/Raiffeisenplatz                    | Eschweiler Talbahnhof/Raiffeisenplatz                    |
| Haltepunkt / Haltestelle |                     | Eschweiler-Nothberg                                      | Eschweiler-Nothberg                                      |
| Bahnhof |                     | Eschweiler-Weisweiler                                    | Eschweiler-Weisweiler                                    |
| Bahnhof |                     | Langerwehe                                               | RE                                                       |
| |                     | Düren                                                    | RE, ICE, S                                               |

Die Euregiobahn (Eigenschreibweise: die euregiobahn) ist eine Regionalbahnlinie (RB 20) im Bereich des Aachener Verkehrsverbundes, betrieben durch DB Regio auf Gleisen von DB Netz und EVS Euregio Verkehrsschienennetz im Auftrag des Zweckverband Nahverkehr Rheinland (NVR).

## Geschichte

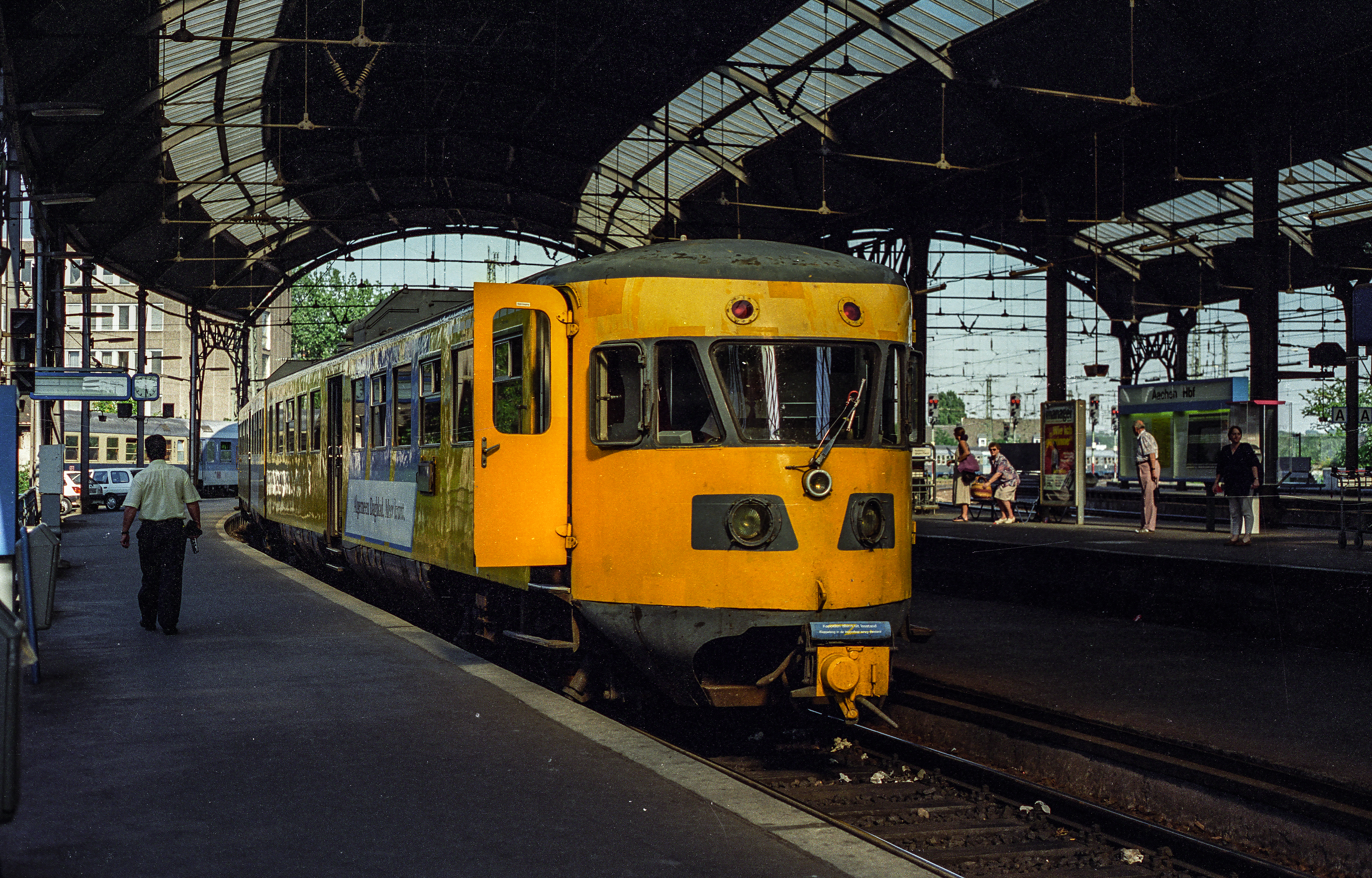
NS Stadt-Express im Hauptbahnhof Aachen 1996

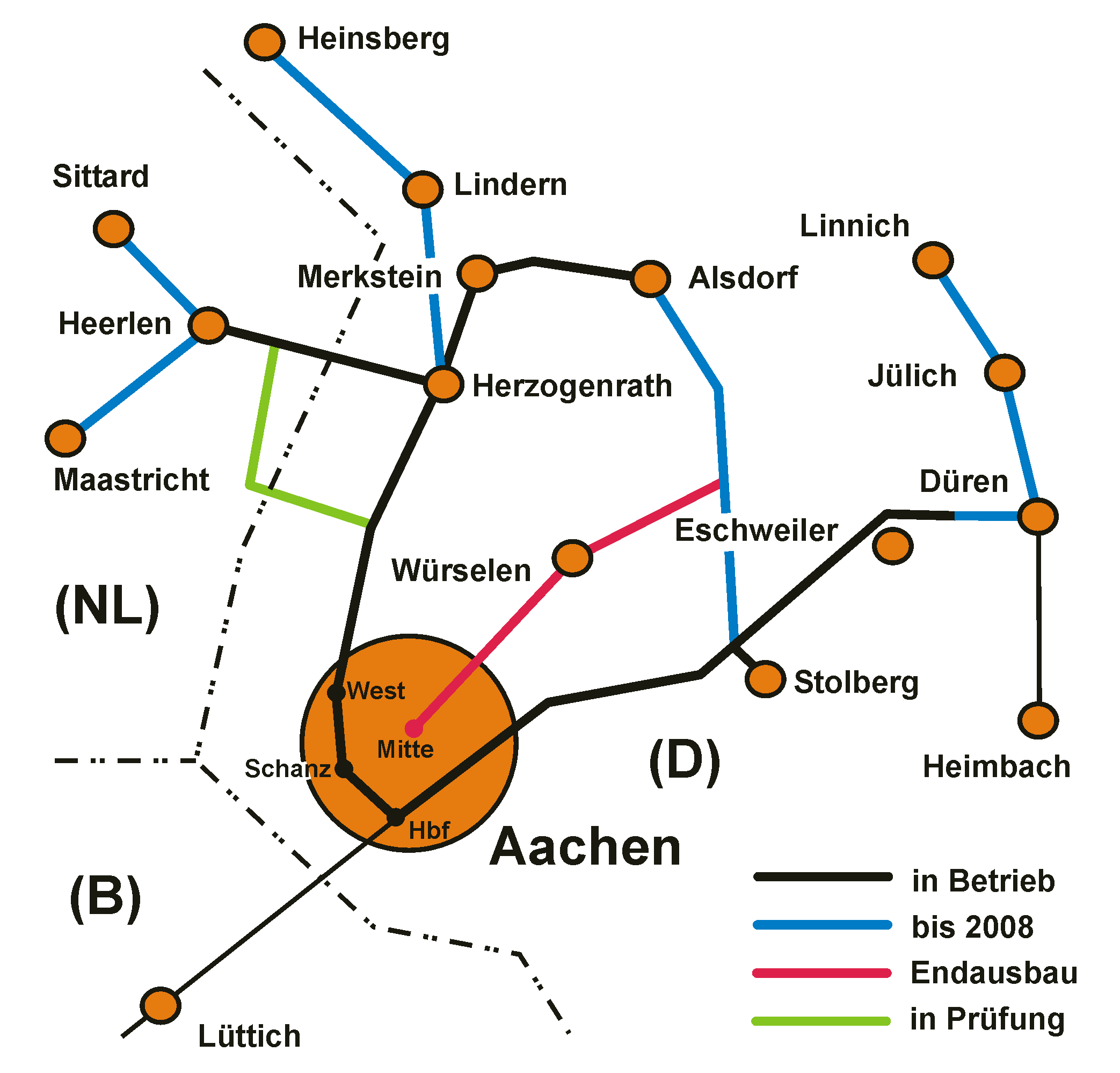
Ursprünglich geplantes Netz der Euregiobahn

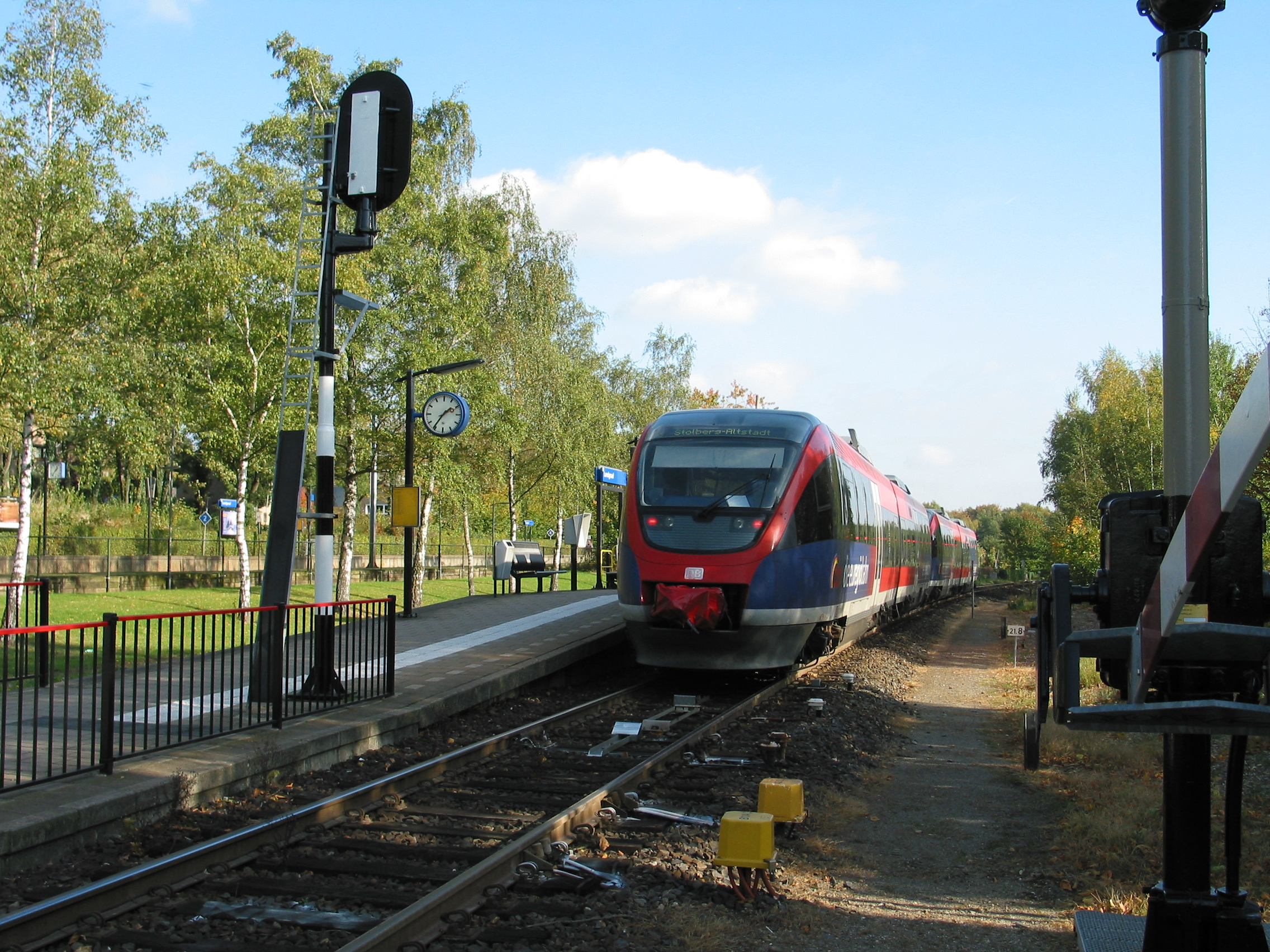
euregiobahn in Landgraaf (2006)

Historischer Vorläufer der Euregiobahn waren die zunächst zweistündlich verkehrenden StadtExpress-Züge Aachen – Heerlen, die seit dem 31. Mai 1992 die Verbindungen auf der Bahnstrecke Sittard–Herzogenrath ersetzten. Als erste eigentliche Ausbaustufe des Regionalbahnsystems Euregiobahn wurde im Juni 2001 die Relation von Heerlen über Herzogenrath, Kohlscheid und Aachen nach Stolberg Altstadt in Betrieb genommen. Dabei wurde der Streckenabschnitt Stolberg Hauptbahnhof–Stolberg Altstadt für den Personenverkehr reaktiviert. Der Bahnhof Stolberg-Altstadt (zuvor Stolberg (Rheinl) Hammer) wurde auf Wunsch des Stadtrates umbenannt; die Haltepunkte Stolberg Rathaus, Stolberg Mühlener Bf und Stolberg Schneidmühle wurden neu gebaut, wobei gleichzeitig am Haltepunkt Stolberg Mühlener Bf ein Busbahnhof mit Kombibahnsteig auf dem Gelände des abgerissenen Mühlener Bahnhofs entstand.
Am 13. Juni 2004 wurde der neugebaute Haltepunkt Aachen Schanz an der Bahnstrecke Aachen–Mönchengladbach eröffnet, der seitdem u. a. von der Euregiobahn bedient wird. Als zweite Ausbaustufe gingen im September und Dezember 2004 die Eschweiler Talbahn von Stolberg Hauptbahnhof über Eschweiler-West, Eschweiler Talbahnhof/Raiffeisen-Platz, Eschweiler-Nothberg nach Eschweiler-Weisweiler sowie der Abschnitt von Herzogenrath über Herzogenrath Alt-Merkstein bis Herzogenrath August-Schmidt-Platz in Betrieb. Im Dezember 2005 wurde auch die Strecke über Alsdorf-Busch bis Alsdorf-Annapark befahren. Schließlich bediente die Euregiobahn seit Dezember 2007 die beiden neuen Haltepunkte Heerlen-De Kissel und Eygelshoven-Markt zwischen Herzogenrath und Heerlen.
Auf Grund der drastisch gekürzten Landesmittel durch das Kabinett Rüttgers und dem NRW-Verkehrsminister Oliver Wittke konnten die Strecken zunächst nur beschränkt ausgebaut werden. Mit der Neubaustrecke Eschweiler-Weisweiler–Langerwehe wurde im Sommer 2007 begonnen, sie wurde am 14. Juni 2009 eröffnet. Die Züge fahren nunmehr von Eschweiler-Weisweiler nach Langerwehe und seit Dezember 2009 stündlich bis Düren weiter. Da Eschweiler-Nothberg und Langerwehe nun auch Anschluss über die Euregiobahnstrecke haben, ist der Haltepunkt Nothberg an der Hauptstrecke Köln–Aachen im Dezember 2009 geschlossen worden.
Am 11. November 2011 fand die erste Testfahrt auf dem nächsten Ausbauabschnitt des Ringschlusses, dem Streckenabschnitt Alsdorf-Annapark – Kellersberg – Poststraße, statt. Die offizielle Inbetriebnahme erfolgte am 9. Dezember 2011, an dem um 18:02 Uhr eine Sonderfahrt der Euregiobahn nur für geladene Gäste ab Alsdorf-Annapark die Strecke eröffnete. Am 11. Dezember 2011 begann der planmäßige Fahrgastbetrieb. Im Juni 2014 wurde der Haltepunkt Eschweiler-St. Jöris eröffnet. Zum Fahrplanwechsel am 13. Dezember 2015 wurde der Abschnitt zwischen Herzogenrath und Heerlen nicht mehr durch die Euregiobahn bedient und durch einen Pendelbetrieb des RE 18 als Übergangslösung zum LIMAX ersetzt. Gleichzeitig wurde der Takt zwischen Herzogenrath und Alsdorf Annapark von 60 auf 30 Minuten verdichtet.
Am 12. Juni 2016 wurde der letzte fehlende Abschnitt des Ringschlusses von Eschweiler-St. Jöris bis Stolberg Hauptbahnhof reaktiviert. Auf dem Gelände des ehemaligen Güterbahnhofs Merkstein zwischen dem heutigen Haltepunkt Alsdorf-Busch und Herzogenrath-Merkstein wurde Mitte 2017 ein Begegnungsgleis errichtet, so dass dort im Verspätungsfall Zugkreuzungen durchgeführt werden können, die sonst planmäßig in Alsdorf-Annapark stattfinden.
Bis Dezember 2016 fuhr die Euregiobahn in der morgendlichen Hauptverkehrszeit zweimal zwischen Bahnhof Geilenkirchen und Aachen Hauptbahnhof.
Bei dem Hochwasser 2021 wurde auch die Euregiobahn nicht verschont. Am 15. Juli 2021 wurden die Abschnitte zwischen Stolberg (Rheinl) Hbf und Stolberg Altstadt sowie die Eschweiler Talbahn zwischen Stolberg Hbf und Langerwehe zerstört. So wurde die Indebrücke bei Eschweiler-Aue so stark beschädigt, dass sie abgerissen und neu gebaut werden muss. Eine erneute Betriebsaufnahme auf diesem Streckenabschnitt ist für 2024 geplant. Auch die Signaleinrichtungen und zahlreiche Bahnübergänge müssen nahezu komplett erneuert werden. Zum Fahrplanwechsel am 11. Dezember 2022 wurde der Abschnitt zwischen Stolberg Hbf und Stolberg Rathaus wieder in Betrieb genommen. Die Reparatur der Stützwand an der Inde bei Eschweiler Aue ist auch drei Jahre noch der Flutkatastrophe noch nicht in Angriff genommen worden. Laut EVS ist eine Reparatur nicht vor Ende 2025 möglich. So ist frühestens 2026 mit einer Betriebsaufnahme zu rechnen. Auf einer Bürgerinformation wurde am 26. Juni 2024 über den Wiederaufbau der Euregiobahn informiert.

### Streckenneubauten

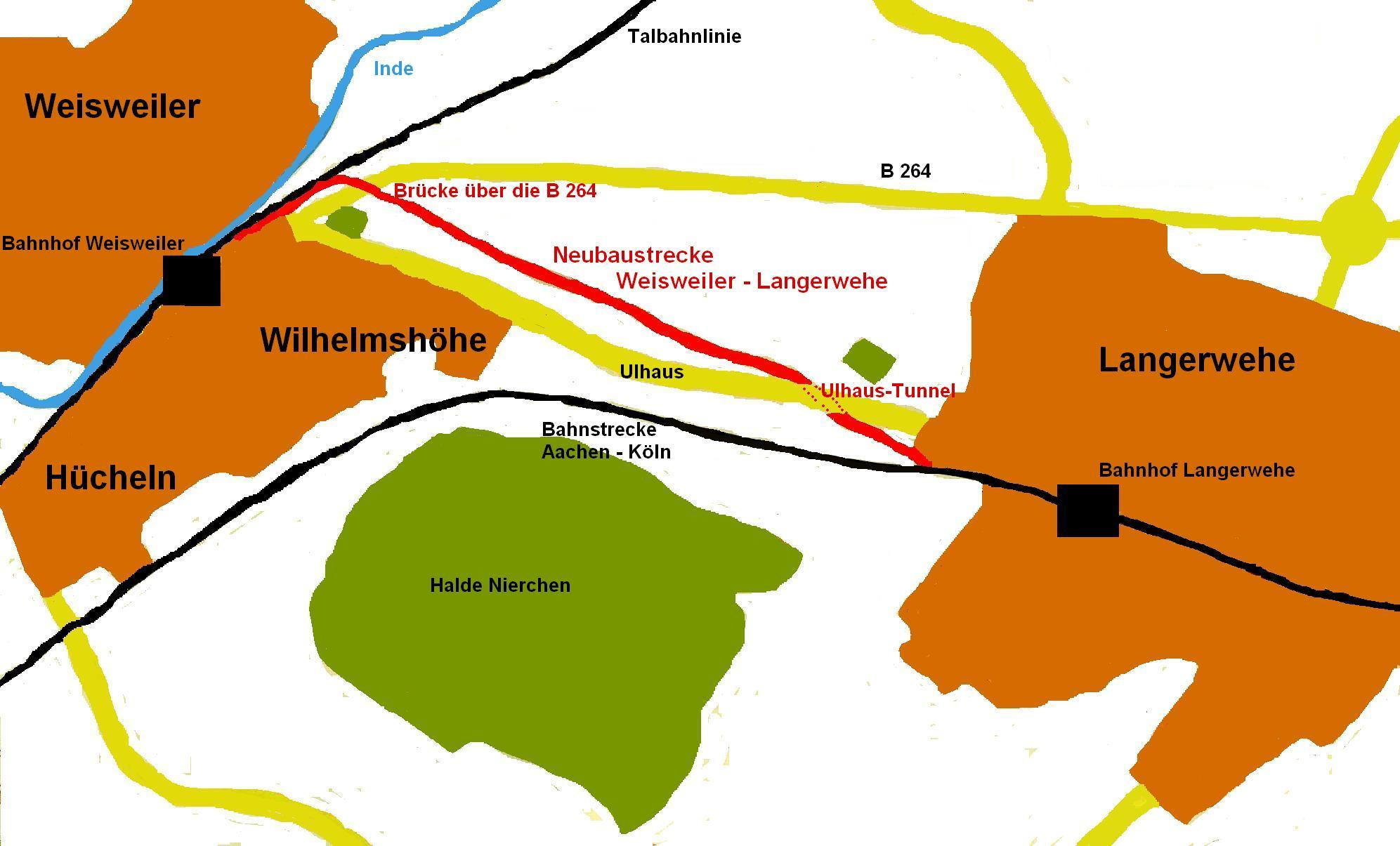
Weisweiler – Langerwehe

- 14. Juni 2009: Bahnstrecke Eschweiler-Weisweiler–Langerwehe

### Reaktivierte Strecken

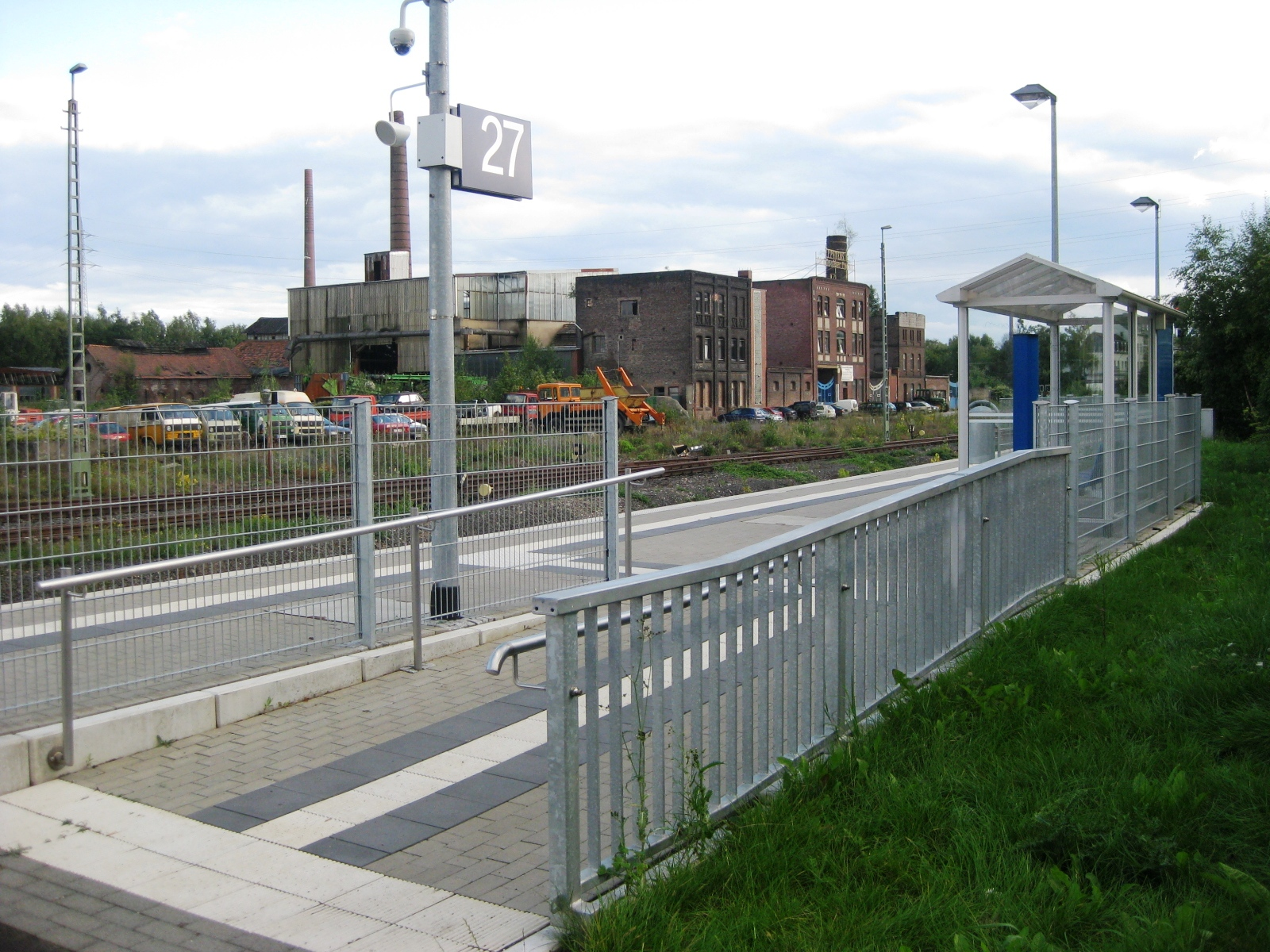
Gleis 27 in Stolberg (Rheinl) Hbf Richtung Altstadt

Folgende Strecken wurden für den Betrieb der Euregiobahn durch den Infrastrukturbetreiber EVS Euregio Verkehrsschienennetz modernisiert oder reaktiviert:
- 10. Juni 2001: Stolberg Hbf – Stolberg-Hammer (Teil der Bahnstrecke Stolberg–Walheim)
- 11. September 2004: Stolberg Hbf – Eschweiler-Weisweiler (Eschweiler Talbahn)
- 11. Dezember 2004: Herzogenrath – Herzogenrath August-Schmidt-Platz (Merkstein) (Teil der Bahnstrecke Stolberg–Herzogenrath)
- 11. Dezember 2005: Herzogenrath August-Schmidt-Platz – Alsdorf-Annapark (Teil der Bahnstrecke Stolberg–Herzogenrath)
- 9. Dezember 2011: Alsdorf-Annapark – Alsdorf Poststraße (Teil der Bahnstrecke Stolberg–Herzogenrath)
- 15. Juni 2014: Alsdorf Poststraße – Eschweiler-St. Jöris (Teil der Bahnstrecke Stolberg–Herzogenrath)
- 12. Juni 2016: Eschweiler-St. Jöris – Stolberg Hbf (Teil der Bahnstrecke Stolberg–Herzogenrath)

## Flügelzugkonzept
Eine betriebliche Besonderheit ist die Flügelung der mit einer automatischen Scharfenbergkupplung ausgestatteten Züge. Die aus Aachen kommenden Züge werden im Stolberger Hauptbahnhof getrennt; der vordere Zugteil fährt über Eschweiler-Weisweiler weiter nach Langerwehe, der hintere Zugteil nach Stolberg-Altstadt. In Gegenrichtung werden die Züge in einem entsprechend ausgerüsteten Gleis (Beifahranlage) im Stolberger Güterbahnhof vereinigt und fahren gemeinsam über Aachen Hauptbahnhof und Aachen Schanz nach Herzogenrath. Ab dort wurde zwischen Dezember 2004 und Dezember 2015 ohne Flügelung abwechselnd nach Heerlen/NL oder zur jeweils aktuellen Endstation auf der Bahnstrecke Stolberg–Herzogenrath gefahren. Seit dem Fahrplanwechsel am 13. Dezember 2015 verkehren die Triebwagen halbstündlich bis Alsdorf Annapark, seit 2016 (Ringschluss) stündlich weiter bis Stolberg Hauptbahnhof.

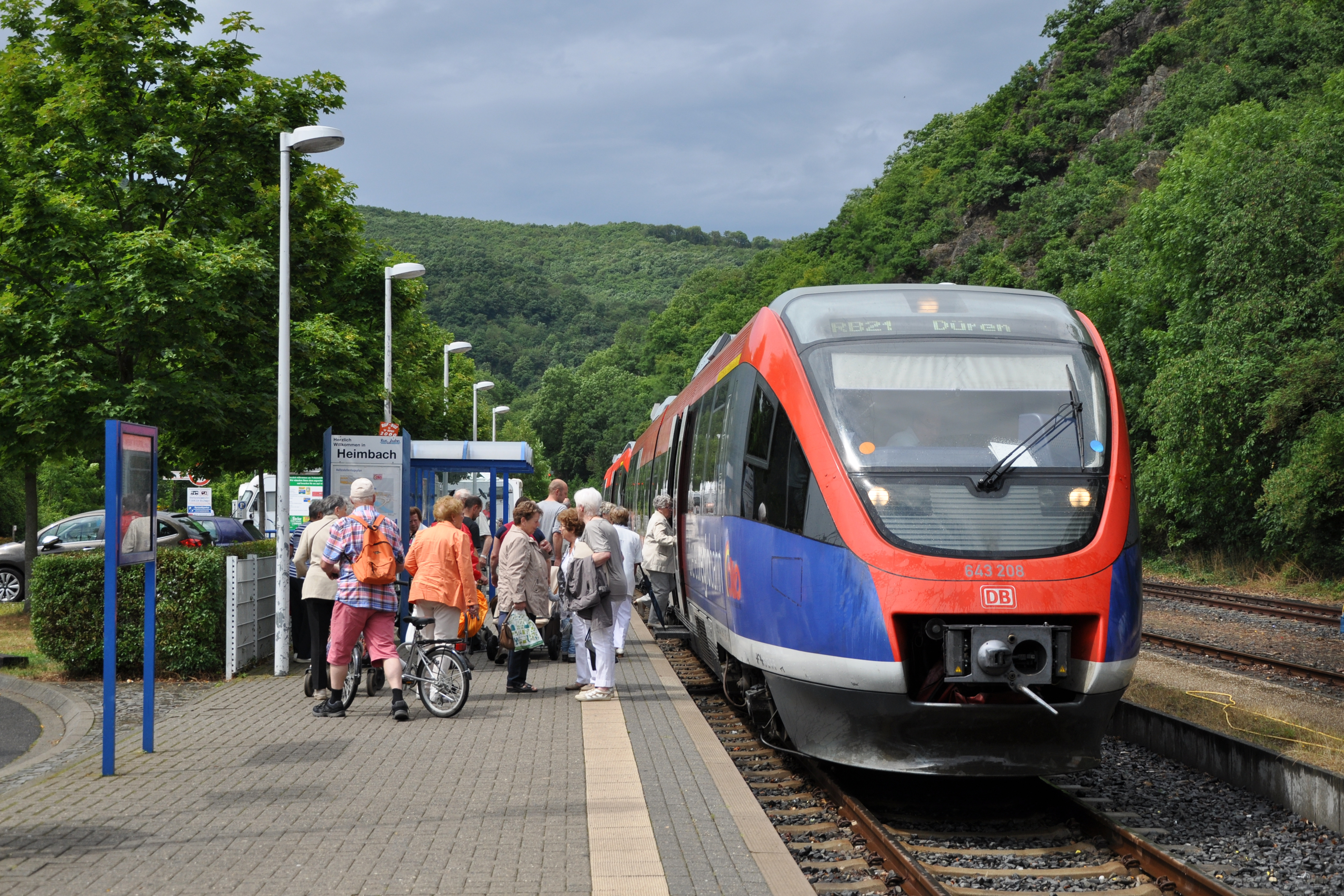
Euregiobahn in Heimbach (2014)

Von 2004 bis 2015 gab es an in den Sommermonaten sonntags einen direkten Zug zwischen Heerlen bzw. Alsdorf und Heimbach (Eifel), der sich speziell unter touristischen Gesichtspunkten eignete.

## Fahrzeuge und Betreiber der Euregiobahn
DB Regio setzt 22 zweiteilige Dieseltriebzüge der Bauart Bombardier Talent ein. Sie wurden in Aachen gebaut (die Buchstaben „Ta“ im Namen „Talent“ verweisen auf die Aachener Firma Talbot, die den Triebwagen vor der Übernahme durch Bombardier entwickelt hatte). Ursprünglich wurden 26 Fahrzeuge für die Euregiobahn gebaut. Zwei Fahrzeuge sind jedoch durch einen technischen Defekt abgebrannt. Zwei weitere Fahrzeuge wurden durch DB Regio abgestellt und zur Verschrottung freigegeben.
In der Anfangszeit der Euregiobahn rollten jedoch auch Einheiten der dreiteiligen Version als Baureihe 644. Die später eingesetzten Züge der Baureihe 643.2 verfügen neben einer Indusi-Vorrichtung für die deutschen Gleissysteme auch über das niederländische Zugsicherungssystem ATB.
Für Kritik sorgte das Fehlen von Zugtoiletten in den Triebzügen, weshalb zwischenzeitlich mit Hinweisen an den Fahrzeugtüren auf diesen Umstand aufmerksam gemacht wurde.
Für die erwogene künftige Weiterführung der Euregiobahn im Straßenraum bis in die Aachener Innenstadt sind einige der Triebwagen für den Betrieb nach der Verordnung über den Bau und Betrieb der Straßenbahnen (BOStrab) mit Blinkern, Rückspiegeln und besonders leistungsfähigen Bremsen ausgerüstet worden.

Fahrzeuge der Euregiobahn
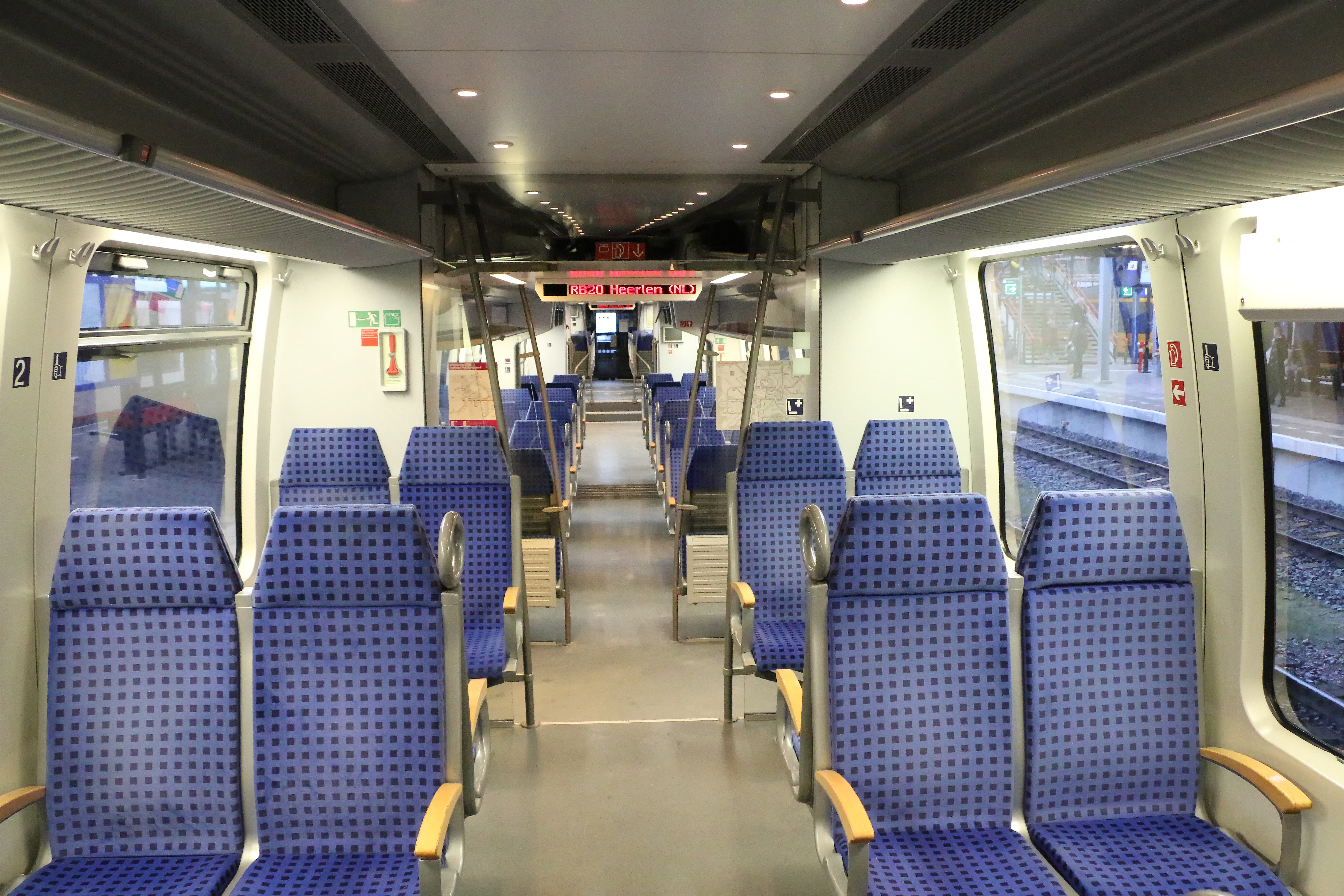
Innenraum
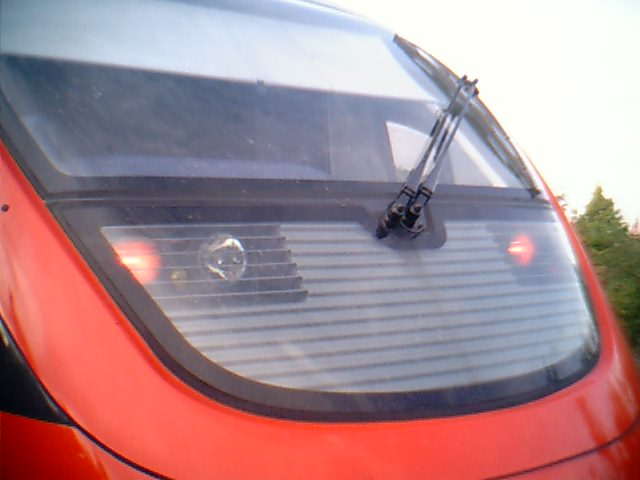
Triebwagen 643.2 mit Blinker
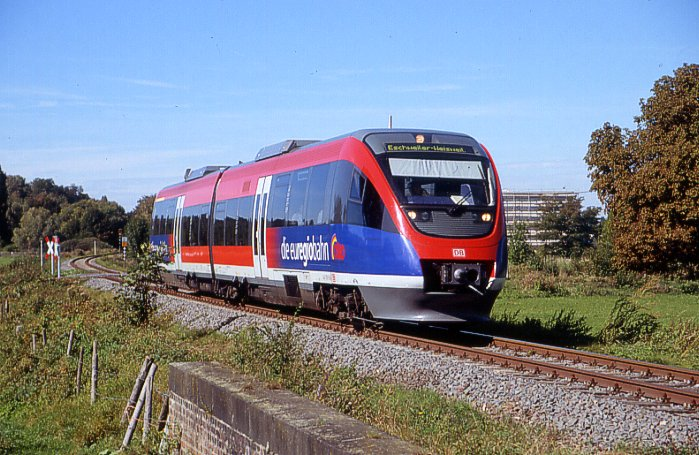
Triebwagen 643.2 bei Eschweiler-Nothberg

Die Verträge zwischen dem Zweckverband Nahverkehr Rheinland (NVR) und DB Regio liefen bis Ende 2016. DB Regio gewann 2015 auch die Ausschreibung für den Zeitraum Dezember 2016 bis Dezember 2020. Da Verzögerungen bei der Elektrifizierung der befahrenen Strecken abzusehen waren, nutzte der NVR 2017 eine Option zur Verlängerung des Verkehrsvertrags um ein Jahr. Da die Elektrifizierung sich erneut verzögert, wurde am 5. Februar 2020 die Strecke vom NVR für die Zeit von Dezember 2021 bis Dezember 2025 weiter an DB Regio vergeben. Es besteht allerdings eine Option zur Laufzeitverlängerung oder -verkürzung um ein Jahr. DB Regio betreibt die Euregiobahn weiterhin mit den 22 Fahrzeugen der Baureihe 643.2, die bis zum Beginn des neuen Vertrags modernisiert werden sollen.

## Zukunft

### Aktuelle Planungen

#### Elektrifizierung
Zukünftig soll die Euregiobahn wie der restliche Schienenpersonennahverkehr in der Region ausschließlich unter Oberleitung betrieben werden. Dazu müssen die restlichen 40 % der Strecke elektrifiziert werden. Dies betrifft die Abschnitte, die nicht im Besitz der DB sind: Die Ringbahn Herzogenrath – Alsdorf – Stolberg, die Strecken von Stolberg Hauptbahnhof über Eschweiler-Weisweiler nach Langerwehe sowie jene zwischen Stolberg Hauptbahnhof und Stolberg Altstadt. Von der Elektrifizierung soll sich eine Kostenersparnis bei Beschaffung und Betrieb der Fahrzeuge, eine Reduzierung der Schadstoff- und Lärmemissionen sowie eine Verbesserung der Fahrdynamik ergeben. Dies würde auch die Einführung weiterer Halte ermöglichen, insbesondere eine Verlängerung in Stolberg bis Breinig. Anfang 2015 wurde bekannt, dass selbst mit der Elektrifizierung die Wendezeiten nicht ausreichen, um Breinig mit den vorhandenen Zugumläufen anzubinden. Für einen weiteren Zug stehen jedoch derzeit keine Mittel zur Verfügung. Zudem wurde festgestellt, dass eine Elektrifizierung der Strecke, die sich in der Einflugschneise des Flugplatzes Merzbrück befindet, gar nicht zulässig ist. Eine Elektrifizierung ist daher von der Verlängerung und Verschwenkung der Landebahn abhängig. Die Arbeiten an der neuen Start- und Landebahn begannen Ende Oktober 2019, am 5. September 2020 wurde sie eröffnet.
Bei den Eckpunkten für das neue Vergabeverfahren der RB 20, das der NVR am 20. Oktober 2017 beschlossen hatte, wurde von einer Elektrifizierung bis Mitte 2021 ausgegangen. Die Kosten wurden mit 24.161.800 Euro angegeben, wovon 6.523.700 Euro Landesmittel für den Fall der Realisierung zugesagt sind. Aus diesen Mitteln sollte auch eine Abzweigstelle mit Abstellanlage realisiert werden, mit der zunächst eine überschlagene Wende der Züge in Alsdorf Annapark ermöglicht wird und später die Strecke nach Siersdorf angebunden werden kann.
Am 29. Juni 2018 änderte der NVR die Eckpunkte für das Vergabeverfahren. Da das Realisierungshindernis im Zusammenhang mit dem Flugplatz Merzbrück weiterhin bestehe, lasse die hierdurch verursachte Verzögerung eine Ausschreibung des Folgevertrages mit elektrischen Fahrzeugen nicht mehr zu. Der Betrieb der Euregiobahn wird daher in einem Interimsvertrag mit nahezu unveränderten Konditionen für weitere vier Jahre mit Option auf Verlängerung oder Verkürzung um ein Jahr ausgeschrieben. Eine Neuausschreibung mit elektrischen Fahrzeugen ist daher, bei Beseitigung aller Hindernisse, frühestens für den Zeitraum ab 2024 möglich; spätestens Ende 2025 soll der elektrische Betrieb aufgenommen werden. Im Oktober 2020 begann das Planfeststellungsverfahren für die Elektrifizierung der Euregiobahn.
Fördermittel nach dem Gemeindeverkehrsfinanzierungsgesetz (GVFG) für die Elektrifizierung wurden im August 2024 in Höhe von rund 43 Mio. Euro bewilligt. Zunächst sollen die Strecken Herzogenrath – Alsdorf – Stolberg Hbf. (Ringbahn), Stolberg Hbf. – Eschweiler – Langerwehe (Eschweiler Talbahn) und Stolberg Hbf. – Stolberg Altstadt schnellstmöglich, soweit qualifizierte Fachfirmen verfügbar sind, elektrifiziert werden. Perspektivisch sollen danach auch die Erweiterungsstrecken von Stolberg Altstadt nach Breinig und von Alsdorf Annapark nach Aldenhoven Siersdorf für den elektrischen Betrieb ausgerüstet werden; Grundlagenermittlung und standardisierte Bewertung für die Elektrifizierung dieses Erweiterungsnetzes sollen zeitnah abgeschlossen werden. Wie erwartet wird die Elektrifizierung in die fernere Zukunft verschoben. Die derzeitige (11/2024) Planung für eine Inbetriebnahme sieht folgende Termine vor:
- „Ringbahn“, Herzogenrath – Stolberg (Rheinl) Hbf inkl. Abzweig Alsdorf-Kellersberg – Alsdorf Mariagrube; Inbetriebnahme voraussichtlich (vsl.) Dezember 2029
- „Talbahn“, Stolberg (Rheinl) Hbf – Langerwehe; Inbetriebnahme vsl. Dezember 2031
- „Strecke 2572“, Stolberg (Rheinl) Hbf – Stolberg-Altstadt; Inbetriebnahme vsl. Dezember 2033
- „Strecke 2572“, Stolberg-Altstadt – Stolberg-Breinig (– Bundesgrenze); Inbetriebnahme vsl. Dezember 2033 bzw. Dezember 2035
- „Strecke 2556“, Alsdorf Mariagrube – Aldenhoven-Siersdorf; Inbetriebnahme vsl. Dezember 2033 bzw. Dezember 2035

#### Mariadorf – Siersdorf – Baesweiler
Schon länger gibt es Pläne, die Stichstrecke vom ehemaligen Bahnhof Mariagrube zur ehemaligen Grube Emil Mayrisch zu reaktivieren. Diese vergleichsweise junge Strecke ist noch größtenteils erhalten und beginnt mit der ehemaligen Verbindungskurve zur Bahnstrecke Stolberg–Herzogenrath. Vom Prellbock ausgehend verläuft sie zwischen den Haltepunkten Alsdorf-Kellersberg und Alsdorf-Mariadorf ein Stück parallel und biegt dann nach Norden ab. Die Gleise enden heute kurz vor der Landesstraße 50 in Siersdorf. Im Januar 2019 begannen erste Rodungsarbeiten, die der Begutachtung und Erhaltung der Strecke dienen.
Aktuelle Pläne sehen vor, die Strecke nach Setterich und in einer weiteren Stufe bis zum Gelände der ehemaligen Grube Carl Alexander zu verlängern. In einer ersten Maßnahme ab 2020, die in erster Linie der Erhaltung der Eisenbahninfrastruktur dient, soll die vorhandene Strecke befahrbar gemacht werden. Der NVR übernimmt 3.794.000 Euro der geplanten Kosten von 4.215.500 Euro. Die Abzweigstelle aus der Strecke Alsdorf – Stolberg und die anschließende Abstellanlage sollen aus der Maßnahme zur Elektrifizierung des EVS-Netzes heraus realisiert werden. Die Stichstrecke kann dabei aus der bestehenden Wendezeit der Euregiobahn in Alsdorf bedient werden, was bei der Neuausschreibung der Linie berücksichtigt ist.
Im Bereich des ehemaligen Bahnhof Mariagrube wird zukünftig ein gemeinsamer Ausbau der Euregiobahn und einem Bahntrassenradweg auf der Trasse der Bahnstrecke Aachen Nord–Jülich ausgeführt.
Am 28. April 2025 erfolgte nach langen, Hochwasser-bedingten Verzögerungen, der erste Spatenstich. Voraussichtlich Ende 2026 sollen dann die ersten Züge bis Mariagrube fahren.

#### Haltepunkt Eschweiler-Aue
Der Halt Eschweiler-Aue sollte ursprünglich im Zuge der Reaktivierung der Talbahn für den Personenverkehr durch die Euregiobahn als Haltepunkt bereits im September 2004 reaktiviert werden, dies wurde jedoch aufgrund fehlender Mittel trotz Bürgerprotesten verschoben. Aktuelle Planungen sehen vor, dass der Haltepunkt mit der Elektrifizierung der Talbahn frühestens 2024 gebaut wird.

#### Stolberger Streckenast
Eine Verlängerung des Stolberger Streckenastes nach Stolberg-Breinig und später über Walheim nach Eupen durch die Reaktivierung der bestehenden Strecke wird diskutiert. Die EVS erneuerte dazu vom 12. Januar 2019 bis November 2019 das Rüstbach-Viadukt und beseitigte damit die Langsamfahrstelle auf dem Streckenabschnitt zwischen Stolberg Altstadt und Stolberg-Breinig. Seit 2021 wird an der Sanierung des Streckenabschnitts bis Breinig gearbeitet, hierfür sind Mittel von 5.025.800 Euro vorgesehen, wovon 3.618.500 Euro durch den Zweckverband Nahverkehr Rheinland getragen werden.
Der neue, barrierefreie Haltepunkt Breinig wurde bereits 2022 weitgehend fertig gestellt, eine Inbetriebnahme verzögert sich allerdings bis mindestens Ende 2026. Entgegen früherer Planungen soll kein Pendelverkehr als Zwischenlösung zwischen Stolberg-Altstadt und Breinig stattfinden, sondern die bisherigen Fahrten direkt nach Breinig verlängert werden, wobei in Stolberg-Altstadt gekreuzt wird. Der Bahnhof Stolberg-Altstadt wird daher in einem Schritt umgebaut, was sowohl die Beseitigung von Hochwasserschäden, die Herstellung einer Kreuzungsmöglichkeit am Bahnsteig, sowie die Tieferlegung von Gleisen für eine spätere Elektrifizierung beinhaltet. Die Bauarbeiten hierfür begannen in der zweiten Jahreshälfte 2023.
Für die Befahrbahrmachung des Streckenabschnittes Breinig bis Bundesgrenze mit Kosten von 6.901.400 Euro wurde ebenfalls ein Förderantrag gestellt. Dieser wurde jedoch abgelehnt, da der NVR in dieser Förderperiode keine Bestellung von SPNV in Aussicht stellen kann. Die Strecke ist jedoch gemäß der Auflage des Eisenbahnbundesamtes und des Vertrags zwischen SNCB und Bundesbahn zu erhalten.

### Diskutierte oder verworfene Planungen

#### Anbindung an Jülich
Frühe Pläne sahen vor, eine Verbindung nach Jülich über die ehemalige Strecke der Jülicher Kreisbahn von Puffendorf nach Jülich zu schaffen, indem diese Strecke von Siersdorf aus mit einer neu zu bauenden Verbindungskurve angebunden wird. Dieser Plan wurde damals nicht verwirklicht. Im Januar 2019 kam diese Idee im Rahmen des Kohleausstiegs unter dem Namen Brain Train wieder auf.

#### Stichstrecke Würselen – Aachen Zentrum
Im Endausbau sollte die Strecke der Euregiobahn über Alsdorf-Begau, Würselen-Merzbrück und das Würselener Zentrum bis in die Aachener Innenstadt geführt werden. Dabei war geplant, weitgehend die Trassen vorhandener und stillgelegter Strecken der Bahnstrecke Aachen Nord–Jülich zu nutzen. Ab 2014 wurde damit begonnen einen Teil der stillgelegten Trasse zwischen Aachen und Würselen für einen Radschnellweg zu verwenden. Der Abschnitt zwischen Aachen Nord und Aachen Bushof müsste dabei straßenbahnmäßig trassiert werden. Entgegen früheren Planungen werden keine der bereits für den Innenstadtverkehr zertifizierten Talent-Dieseltriebzüge die Aachener Innenstadt befahren. Hier wird auf zukünftige Zuggenerationen gesetzt, die im Hinblick auf Lärm- und Abgasentwicklung den Anforderungen für die Innenstadt entsprechen. Im innerstädtischen Verkehr wäre auch eine Einstiegshöhe von deutlich weniger als 80 Zentimetern erforderlich, um hier Barrierefreiheit zu ermöglichen.

Als Alternative zu dieser Erweiterung der RB 20 wird nunmehr der Bau einer (Niederflur-)Stadtbahnlinie von Aachen Bushof über Würselen und Alsdorf nach Baesweiler geprüft (Regio-Tram).

#### Haltepunkt Richterich
Ein Haltepunkt in Richterich an der Bahnstrecke Aachen–Mönchengladbach wurde von Bürgern gefordert, ist bisher jedoch nicht realisiert worden. Der Bau des Haltepunktes wurde bereits zur Förderung durch den NVR angemeldet, ist allerdings aufgrund des unklaren Zeitplans der Elektrifizierung, von der der Baubeginn abhängt, auf unbestimmte Zeit zurückgestellt.

## Infrastruktur
Die Züge der Euregiobahn nutzen auf den nicht von DB Netz betriebenen Strecken die Infrastruktur der EVS Euregio Verkehrsschienennetz mit Sitz in Stolberg. Diese wurde 1999 von der BSR Naturstein-Aufbereitungs-GmbH gegründet und hat am 12. Oktober 2000 einen Großteil der heute von der Euregiobahn befahrenen Strecken von der Deutschen Bahn AG übernommen.

## Sonderfahrten nach Stolberg-Breinig

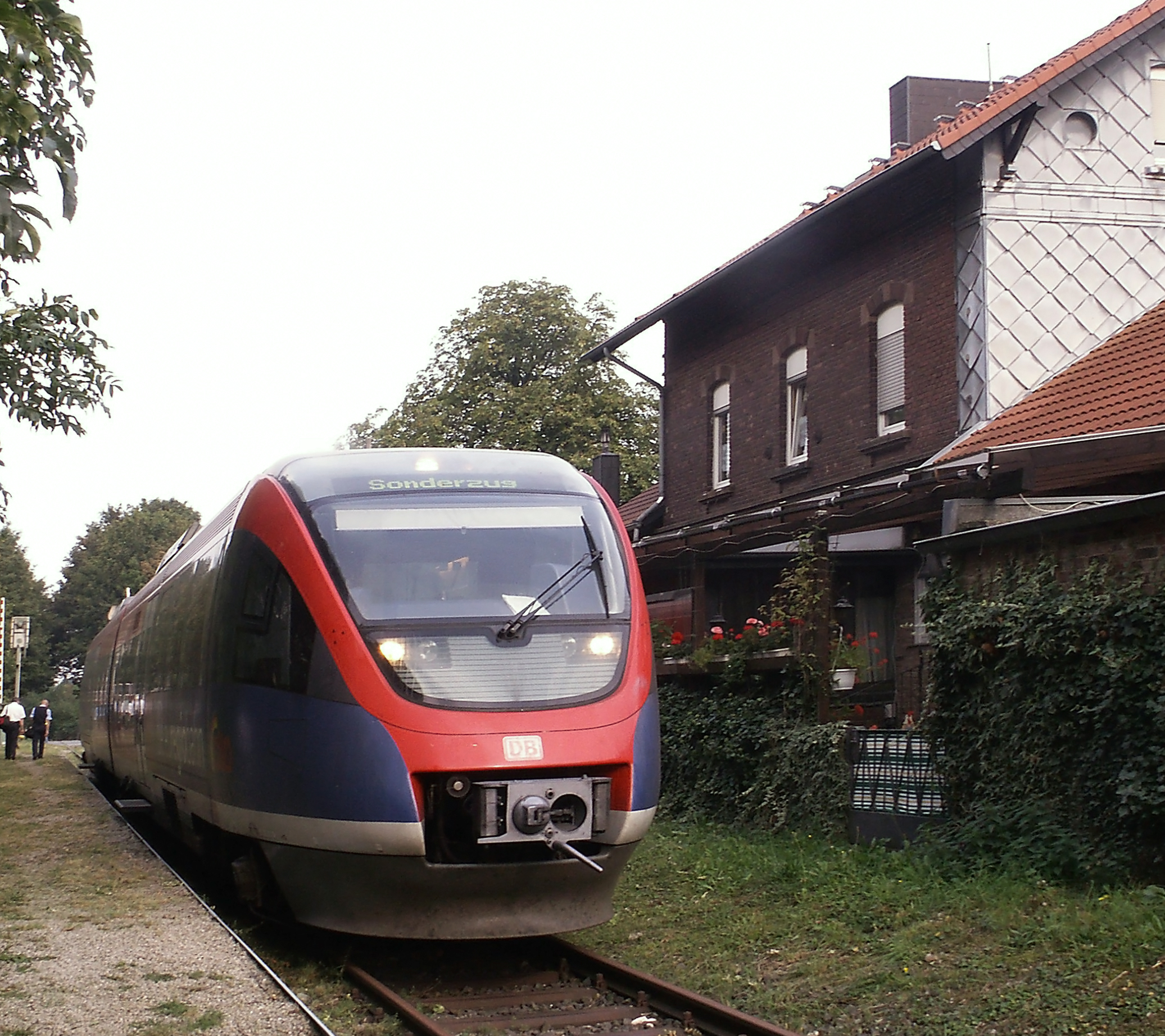
Sonderfahrt in Breinig

Zum jährlichen Stadtfest in Stolberg, das meist an einem Wochenende im September stattfindet, fährt die Euregiobahn über ihren Endpunkt Stolberg-Altstadt hinaus bis Breinig. Sie verkehrt zwischen Stolberg Hauptbahnhof und Breinig von Samstagnachmittag bis Sonntagabend im Stundentakt und kann zum Kinderfahrpreis genutzt werden.
Anlässlich der Kupferstädter Weihnachtstage wurden auch 2019 wieder zusätzliche Fahrten der Euregiobahn angeboten. Dazu pendelte die Euregiobahn am Sonntag, den 24. November sowie an den vier Adventssonntagen 1., 8., 15. und 22. Dezember zwischen Stolberg Hbf und Breinig.
An den Bahnübergängen in Breinig wurden Anfang 2016 die Schrankenmotoren erneuert und eine Funkauslösung installiert, so dass der Lokführer den Bahnübergang nach vorherigem Halt per Fernbedienung sichern kann. Vorher geschah die Sicherung mittels Absperrband von Verkehrshelfern. Für die Fahrt von Breinig nach Stolberg-Altstadt benötigt die Euregiobahn zwölf Minuten.
Zwischen Stolberg-Altstadt (km 3,7) und Breinig (km 8,955) benutzt die Euregiobahn den sonst planmäßig nicht befahrenen Streckenabschnitt der Bahnstrecke Stolberg–Walheim mit einer durchschnittlichen Geschwindigkeit von ca. 25 km/h.

## Bildergalerie

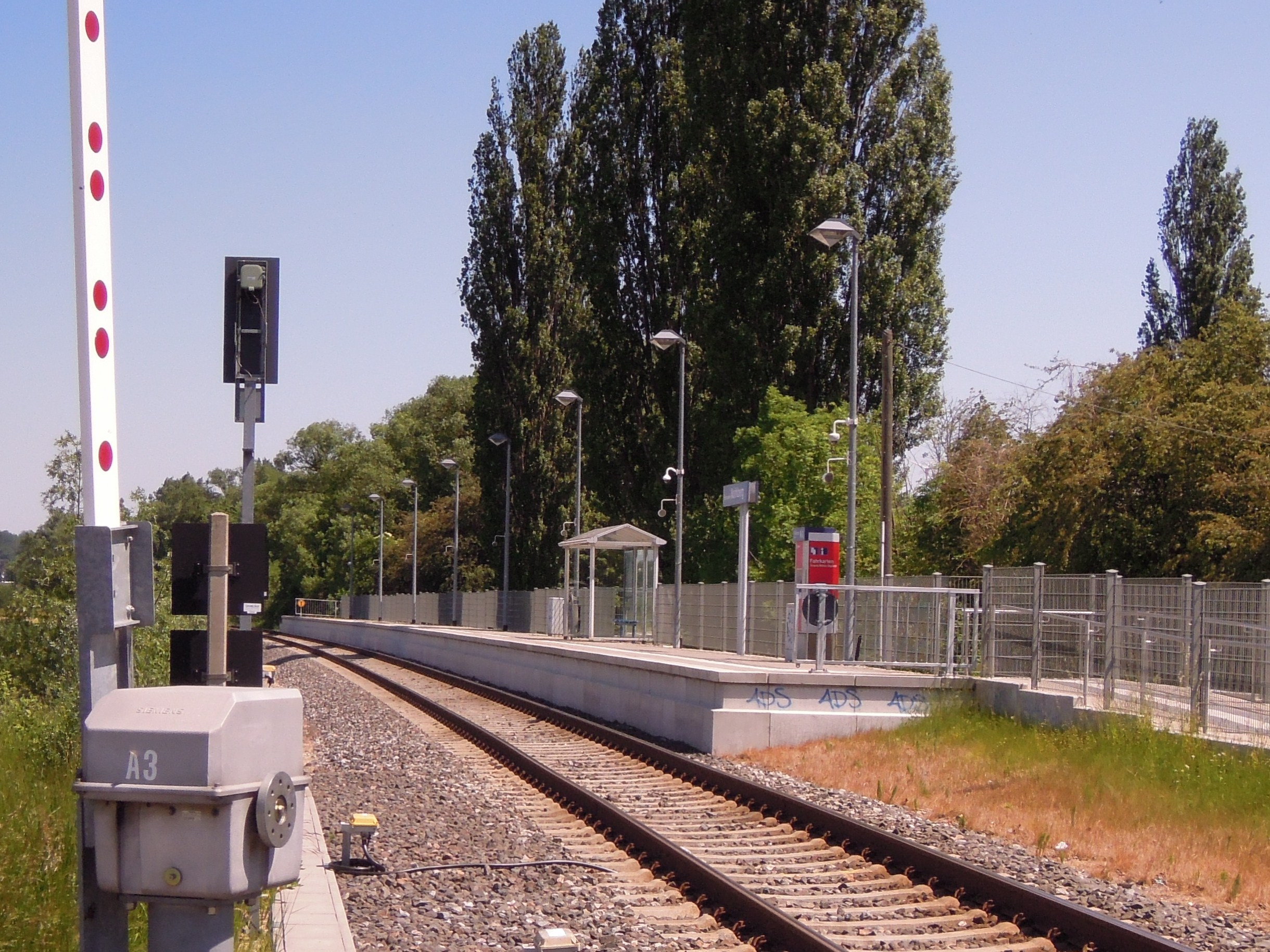
Haltepunkt Eschweiler-Nothberg
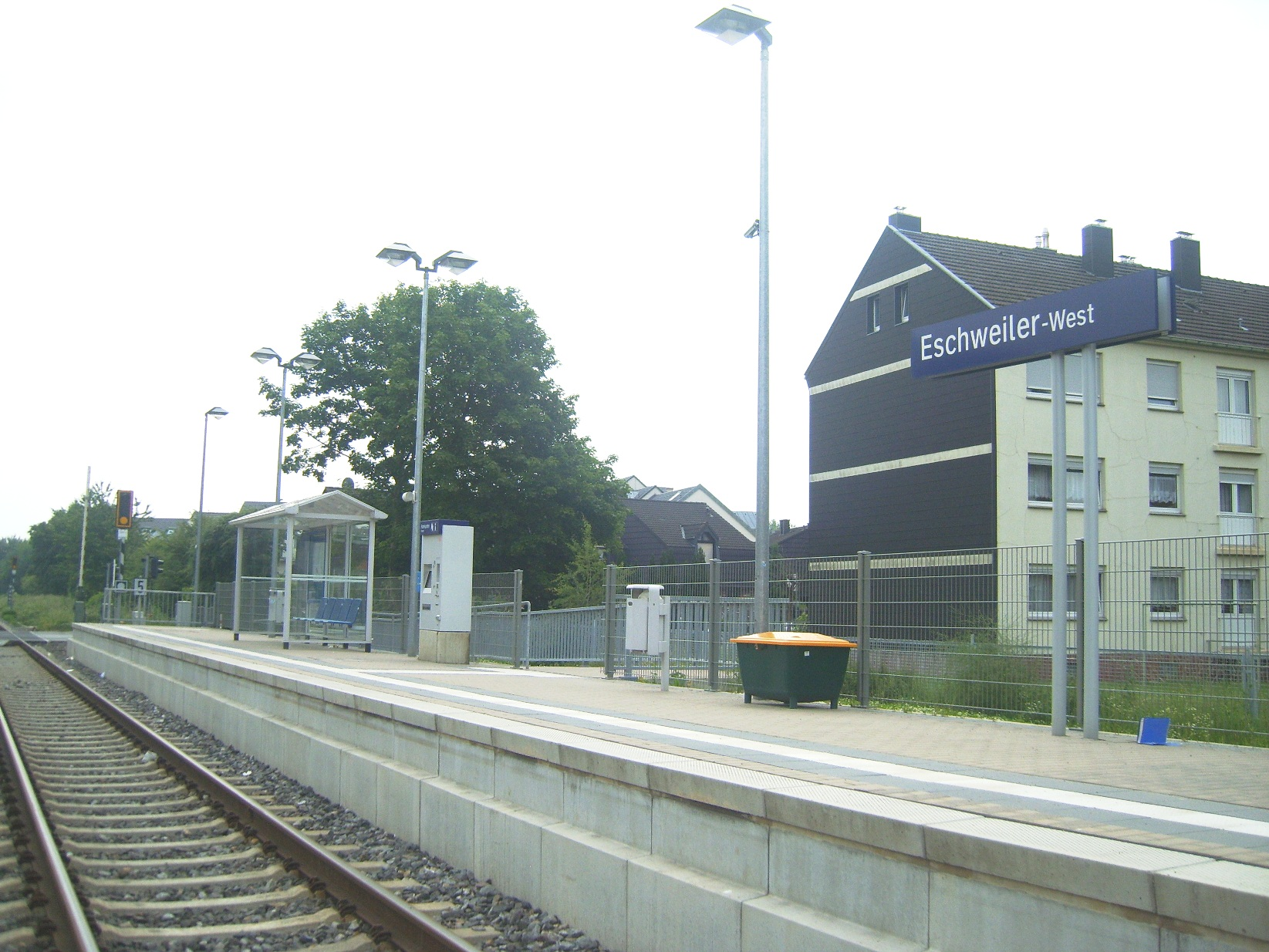
Haltepunkt Eschweiler West
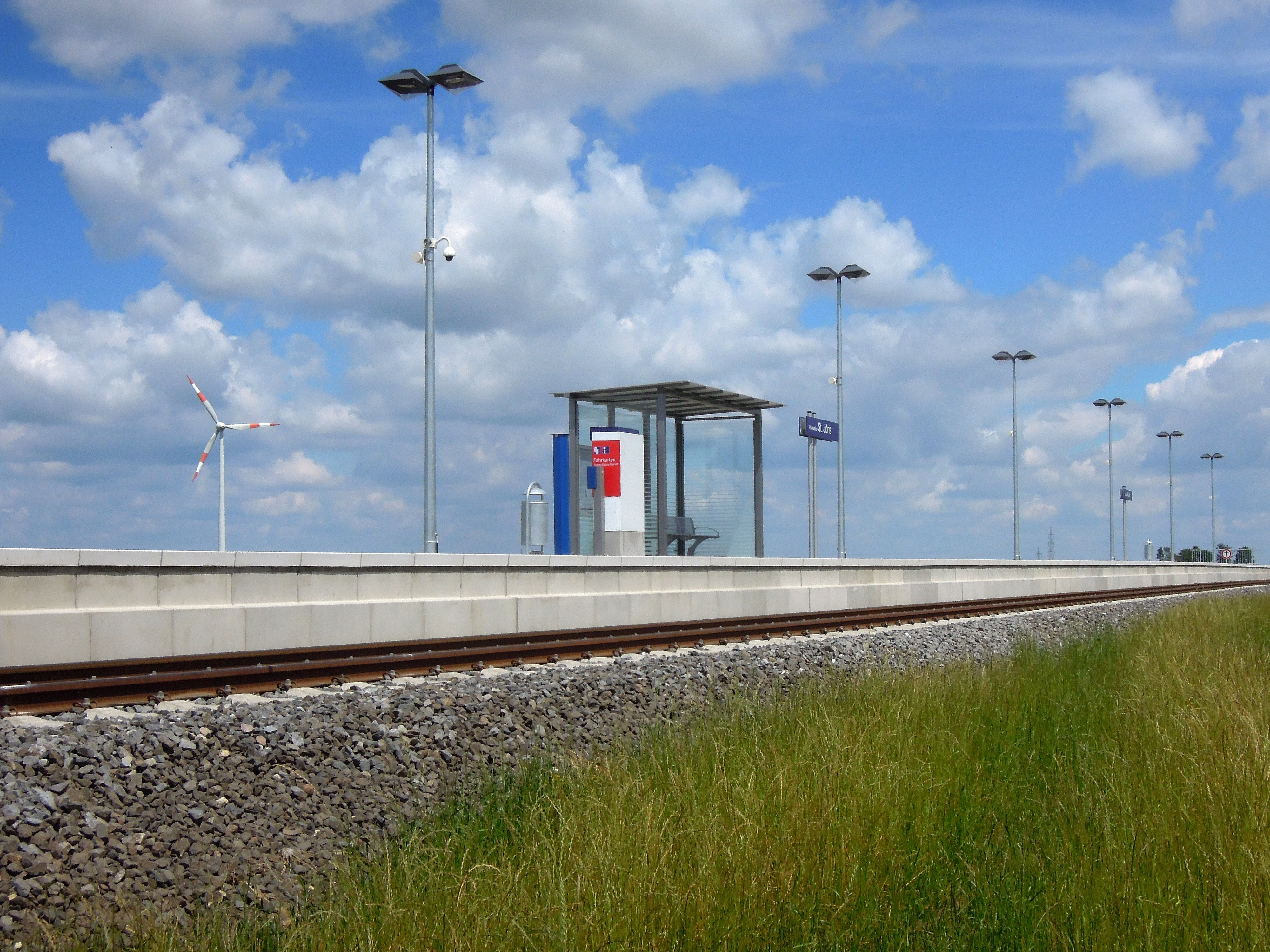
Haltepunkt Eschweiler-St. Jöris
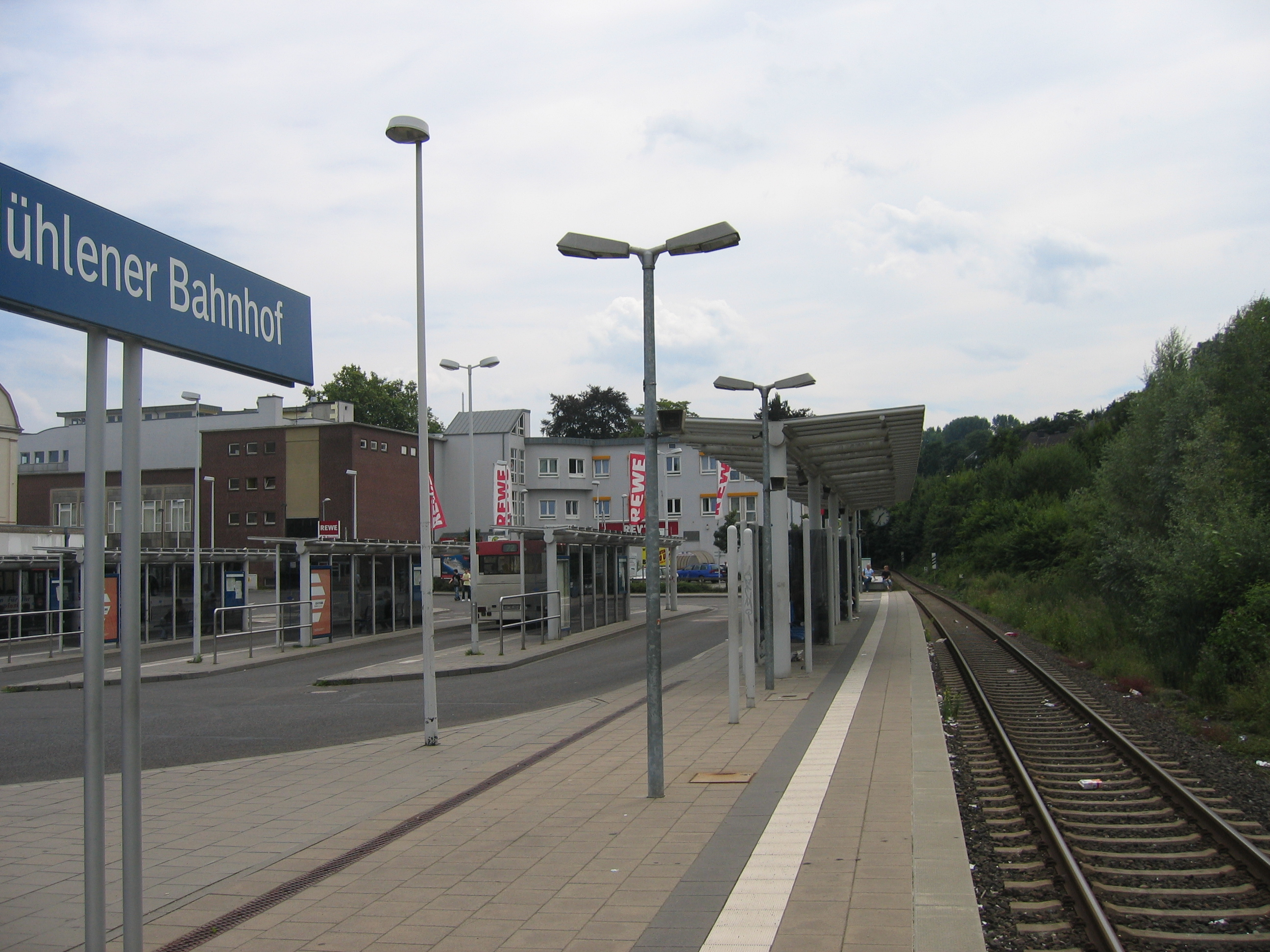
Haltepunkt Stolberg Mühlener Bahnhof
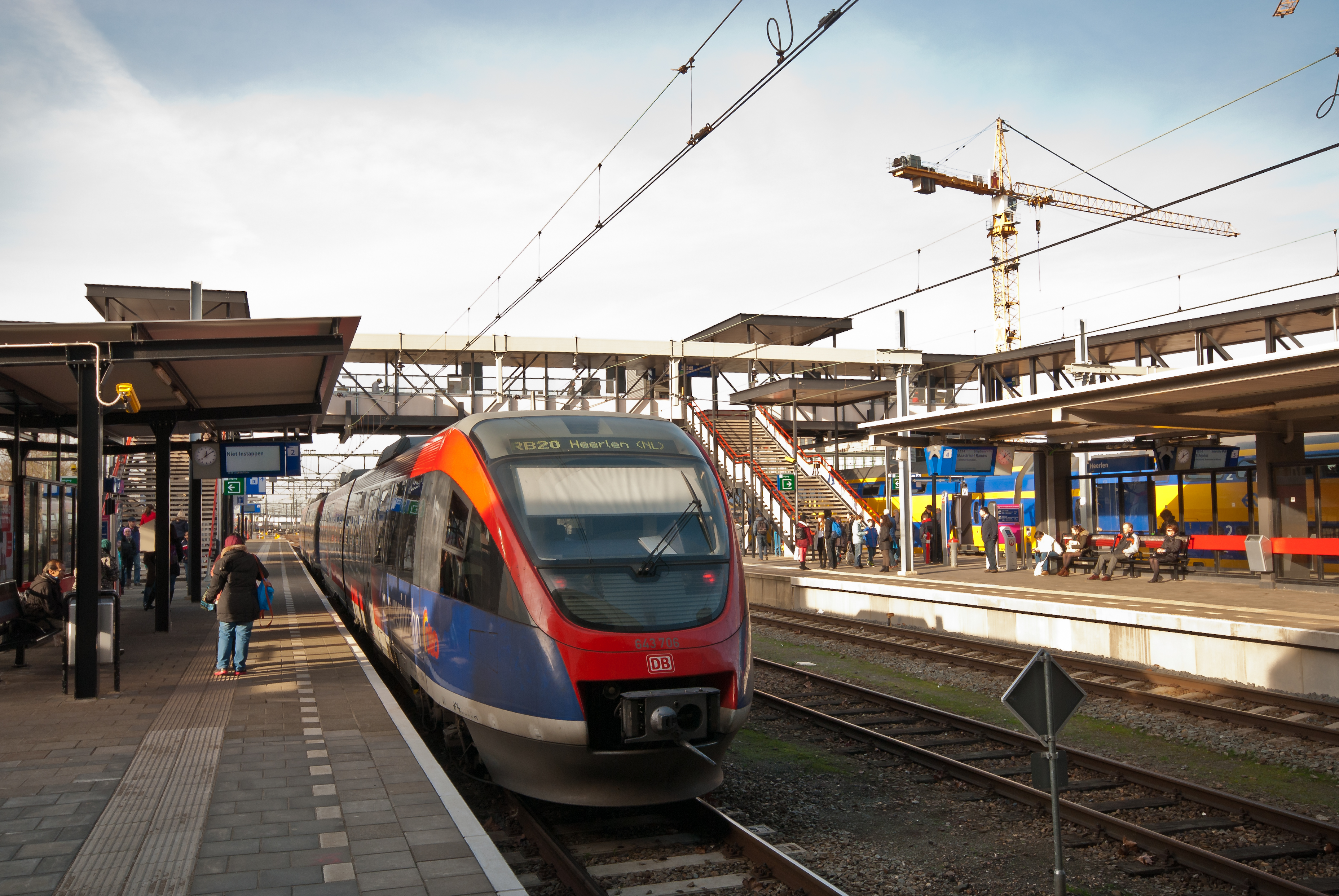
Bis Dezember 2015 fuhr die RB 20 zum Bahnhof Heerlen (NL)